# Калинкин переулок
Кали́нкин переулок — переулок в Адмиралтейском районе Санкт-Петербурга. Проходит от улицы Лабутина до набережной реки Фонтанки.

## История названия
С 1835 года известно название Глухой переулок, существовал вариант 2-й Глухой переулок.
Современное название Калинкин переулок дано 5 марта 1871 года, по названию находящегося поблизости Мало-Калинкина моста через канал Грибоедова.

## История
Улица возникла в первой половине XIX века.

## Примечания

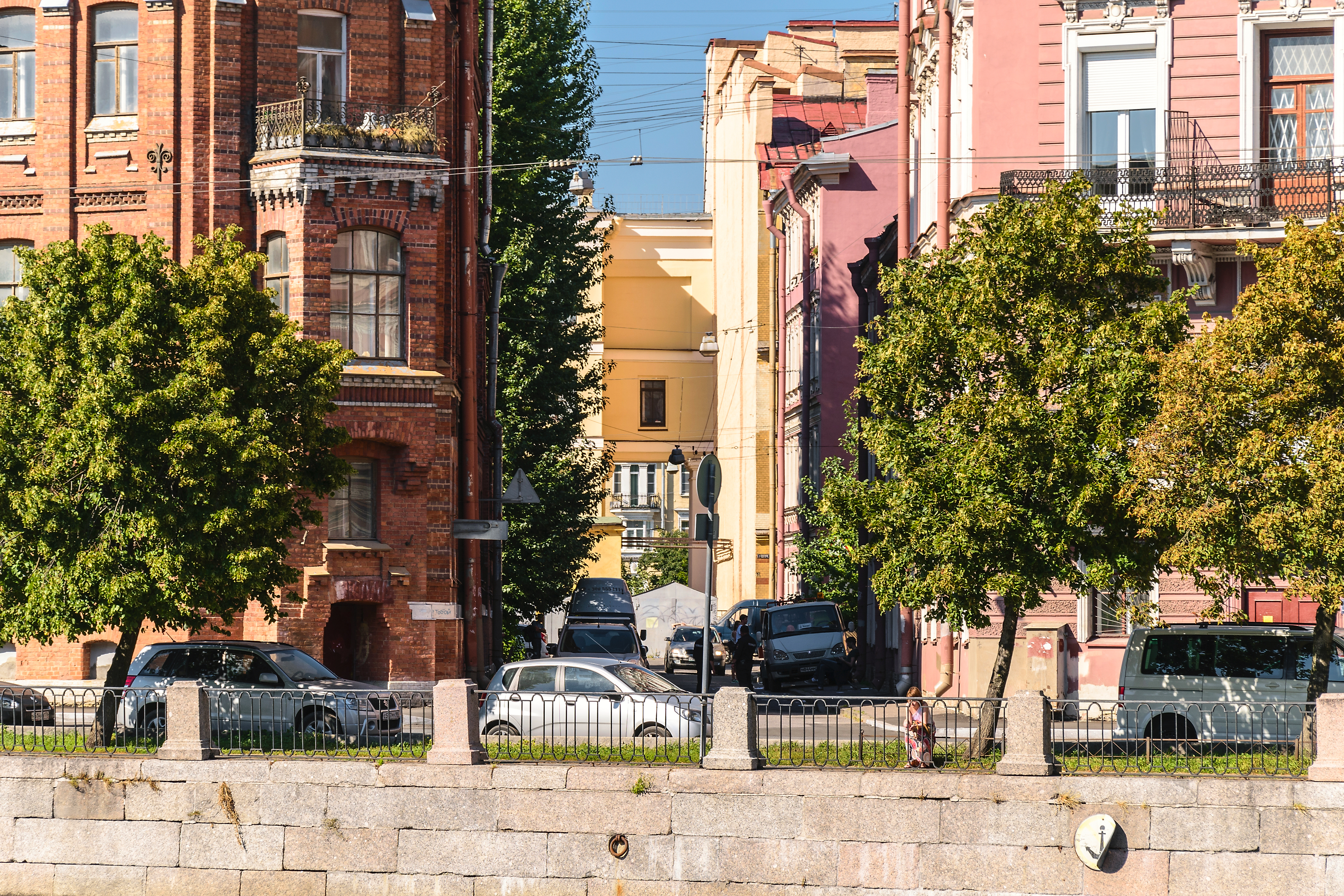
Вид со стороны Фонтанки